# 蘇德琴西克湖
蘇德琴西克湖（烏克蘭語：Озеро Судченське），是烏克蘭的湖泊，位於該國北部波利西亞地區，長0.4公里、寬0.2公里，面積0.09平方公里，平均水深4米，最大水深9米，海拔高度143米，湖岸線長度1.09公里。
51°43′54″N 25°35′10″E / 51.73167°N 25.58611°E